# زواری‌جان
زواری‌جان Zavvarijan روستایی است از توابع شهرستان بروجرد در استان لرستان. این روستا در دهستان دره‌صیدی در بخش مرکزی این شهرستان قرار دارد.

## جمعیت
بنابر سرشماری مرکز آمار ایران، جمعیت زواری جان در سال ۱۳۸۵ برابر با ۱۱۷ نفر بوده‌است که از این میان ۵۷ نفر مرد و بقیه زن بوده‌اند. این روستا ۲۶ خانوار دارد.